# 岩谷忠幸
岩谷 忠幸（いわや ただゆき、1969年4月30日 - ）は気象予報士、防災士。東京都出身。東京都立両国高等学校、東京都立大学理学部地理学科気候学専攻卒業。オフィス気象キャスター代表取締役社長。NPO法人気象キャスターネットワーク元理事。

## 過去の出演番組
| 期間          | 期間          | 番組名                                                       | 役職             | 担当日 |
| ------------- | ------------- | ------------------------------------------------------------ | ---------------- | ------ |
| 1993年9月27日 | 1994年9月30日 | FNNスーパータイム（フジテレビ）                              | お天気キャスター | 平日   |
| 1994年10月8日 | 1997年3月30日 | FNNスーパータイム（フジテレビ）                              | お天気キャスター | 休日   |
| 1997年4月5日  | 1998年3月29日 | FNNニュース ザ・ヒューマン（フジテレビ）                     | お天気キャスター | 休日   |
| 1998年4月4日  | 2004年9月26日 | FNNスーパーニュース→FNNスーパーニュースWEEKEND（フジテレビ） | お天気キャスター | 休日   |
| 2006年4月9日  | 2007年9月30日 | NNNニュースD（日本テレビ）                                   | お天気キャスター | 日曜日 |
| 2007年10月7日 | 2009年3月29日 | NNNストレイトニュース（日本テレビ）                          | お天気キャスター | 日曜日 |
| 2009年3月30日 | 2011年3月25日 | スッキリ!!（日本テレビ）                                     | お天気キャスター | 平日   |

## 備考
- スーパーニュースWEEKENDの出演最終日には出演者・スタッフからお疲れさまという気持ちをこめて胴上げされた。